# 劉伯芻
劉 伯芻（りゅう はくすう、755年 - 815年）は、唐代の官僚。字は素芝。本貫は洺州永年県。

## 経歴
劉迺の子として生まれた。進士に及第し、志と行いを慎んだ。淮南節度使の杜佑に召し出されて従事となった。幕府を退任すると、呉中に隠居した。長らくを経て、長安に召還されて右補闕に任じられ、主客員外郎に転じた。友人に従って飲んで大笑しすぎ、韋執誼の弾劾を受けて、虔州参軍に左遷された。裴垍の推挙を受けて、考功郎中・集賢院学士となり、給事中に転じた。元和5年（810年）、裴垍が宰相を退任すると、伯芻は太子賓客となった。元和6年（811年）、裴垍が死去し、李吉甫が宰相となると、李吉甫は裴垍を以前から嫌っていたことから、贈官を加えようとしなかった。伯芻は上疏してこれを争い、裴垍に太子少傅の位を追贈された。伯芻の妻は裴垍の母の従姉妹にあたった。李吉甫がこのことを取り調べようとすると、伯芻は恐れて自ら権勢のない地位を求めて、虢州刺史として出向した。元和9年（814年）、李吉甫が死去すると、伯芻は裴度に抜擢されて刑部侍郎となった。まもなく知吏部選補をつとめた。元和10年（815年）、左散騎常侍として致仕し、死去した。享年は61。工部尚書の位を追贈された。
子に劉寛夫・劉端夫があった。

## 伝記資料
- 『旧唐書』巻153 列伝第103
- 『新唐書』巻160 列伝第85